# Крисфилд (Мериленд)
Крисфилд (енгл. Crisfield) град је у америчкој савезној држави Мериленд.

## Демографија
По попису из 2010. године број становника је 2.726, што је 3 (0,1%) становника више него 2000. године.
| Група             | 2000.         | 2010.         |
| Белци             | 1.569 (57,6%) | 1.556 (57,1%) |
| Афроамериканци    | 1.020 (37,5%) | 992 (36,4%)   |
| Азијати           | 14 (0,5%)     | 14 (0,5%)     |
| Хиспаноамериканци | 45 (1,7%)     | 100 (3,7%)    |
| Укупно            | 2.723         | 2.726         |